# 米哈伊·金普

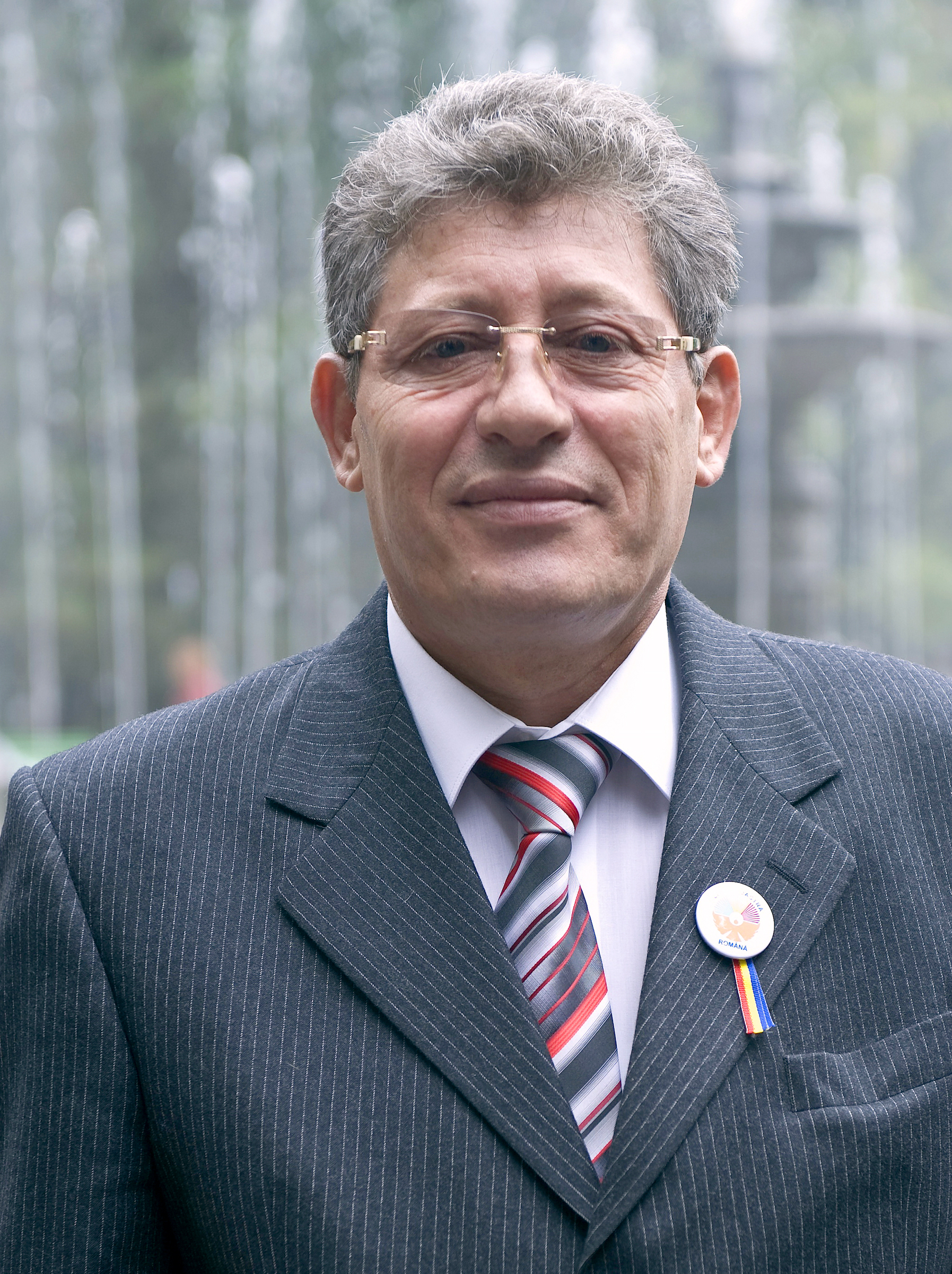
米哈伊·金普

米哈伊·金普（羅馬尼亞語：Mihai Ghimpu；1951年11月19日—）摩尔多瓦政治人物，前任摩尔多瓦议会议长，自2009年9月11日至2010年12月28日起担任尔多瓦代理总统。

## 生平
1951年11月19日，金普出生于基希讷乌。1998年，起任摩尔多瓦自由党主席。